# Франц Грушка
Франц Грушка (чеськ. Franz von Hruschka; 12 березня 1819, Відень — 8 травня 1888, Венеція) — військовик, бджоляр, винахідник, готельєр. Винахідник першої у світі медогонки. Був кадровим офіцером Австрійської армії. Весь вільний час витрачав на своє улюблене заняття бджолами, на власній пасіці. Після звільнення з армії повністю присвятив себе бджільництву, й сільському господарству. До 1865 року був невідомим бджолярем, але після доповіді прочитаної ним на четвертому з'їзді австрійських та німецьких пасічників (м. Брюн) отримав всесвітню славу й визнання. Франц Грушка запропонував викачувати мед використовуючи відцентрову силу в циліндричній ємності. Мед під дією цієї сили, сам відділявся від щільників, стікаючи по стінах бочки, накопичувався в нижній частині, а щільники після даної процедури не деформувались. Суть винаходу Грушки не змінилась до наших днів і його активно використовують у сучасному бджільництві. Помер 8 квітня 1888 року в Венеції, Італія. Разом з винахідником втулкового вулика Прокоповичем, штучної вощини Мерингом, та бджолиного простору Лангстротом, є основоположником раціонального бджільництва.